# Agota Kristóf
Agota Kristóf (n. 30 octombrie 1935, Csikvánd, Districtul Tét, Győr-Moson-Sopron, Ungaria – d. 27 iulie 2011, Neuchâtel, cantonul Neuchâtel, Elveția) a fost o scriitoare de origine maghiară care a locuit în Elveția și a publicat în limba franceză.

## Biografie
S-a născut în Ungaria, din părinți profesori. La vârsta de 21 de ani, ca urmare a revoluției anticomuniste, a fost nevoită să se mute cu soțul și fiica în Elveția, țară în care nu se va adapta. După cinci ani a renunțat la munca în fabrică, și-a părăsit soțul, a început să studieze franceza și să scrie romane în această limbă. 

## Opere literare
Trilogia gemenilor, lucrarea ei principală, este formată din trei romane: Marele caiet (1986), Dovada (1988) și A treia minciună (1991). Acestea explorează teme precum războiul, brutalitatea umană, trauma, identitatea, singurătatea și moartea. Trilogia este o operă complexă și tulburătoare, scrisă într-un limbaj simplu și concentrat care potențează profunzimea subiectului. 

### Marele caiet (1986)
În Marele caiet este prezentată copilăria dură a doi gemeni, Lucas și Claus. Pe fundalul unei Ungarii zbuciumate de război, aceștia sunt aduși de mama lor într-un sat, să locuiască la bunică. Sărăcia, cruzimea și brutalitatea par a fi la ordinea zilei în noua lor realitate, motiv pentru care gemenii încearcă să se adapteze și să surpaviețuiască printr-o disciplină extremă. Țin, de asemenea, un jurnal, unde consemnează cât mai minimalist, faptic și detașat tot ce se întâmplă. Cei doi au o legătură foarte strânsă, aproape supranaturală, granițele identităților lor fiind imprecise. 

### Dovada (1988)
Dovada se concentrează pe Lucas, care rămâne în Ungaria comunistă. Ca urmare a ultimului lor exercițiu de disciplină, anume despărțirea, Claus fuge dincolo de graniță. Rămas singur, Lucas resimte lipsa fratelui său la cote exacerbate. Este sugerată o destabilizare totală, cei doi fiind anterior portretizați ca un întreg. Treptat, Lucas își creează o viață proprie, activitățile sale fiind, însă limitate: muncă în ogradă, vizite la preot și scris. Apare un alt personaj, Clara, care devine iubita lui Lucas. Femeia are și un copil cu dizabilități, pe Mathis, de care Lucas se atașează. Caietul este, de asemenea, continuat de către Lucas, care simte că fratele său se va întoarce. Totodată, în acest volum începe să se sugereze că realitatea primului volum s-ar putea să fie, de fapt, o construcție subiectivă. Linia dintre real și ireal devine din ce în ce mai incertă. 

### A treia minciună (1991)
A treia minciună pare să dezvăluie adevărul, reinterpretând evenimentele primelor două cărți. Cu toate acestea, narațiunea devine din ce în ce mai fragmentată, încă o data, granițele real-ireal și obiectiv-subiectiv estompându-se. Memoria, adevărul, minciuna, trauma, abandonul și singurătatea sunt elementele cheie ale acestui volum. 

## Premii

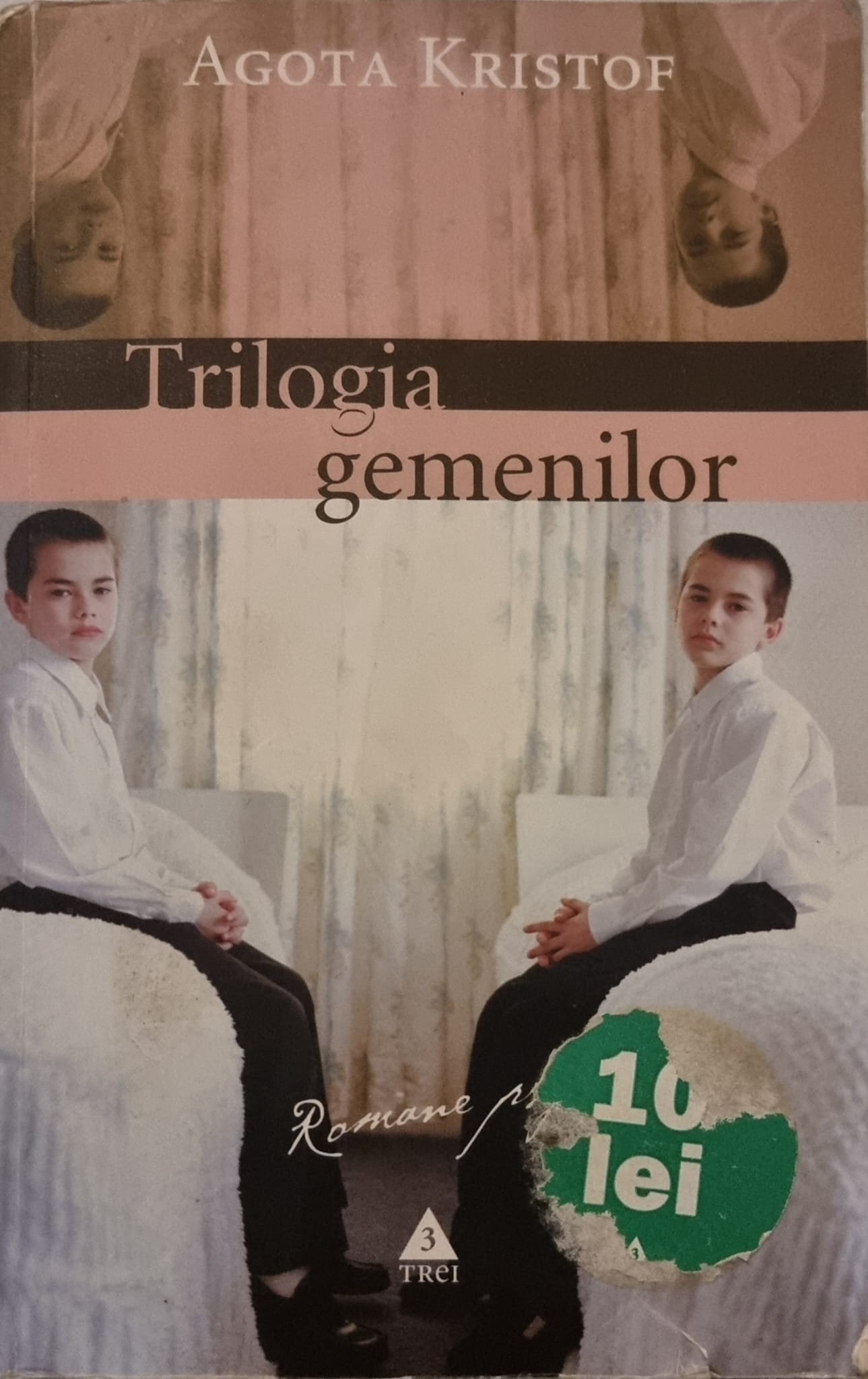

Grand Prix Littéraire Européen 1986
Prix du Livre Inter 1992
Gottfried Keller Preis 2001
European Literary Award 2008 
Ecranizări
The Notebook (2013) – Marele caiet